# روپرت مرداک
کیث روپرت مرداک (به انگلیسی: Keith Rupert Murdoch) (یا مرداخ یا مردوخ) زادهٔ ۱۱ مارس ۱۹۳۱ در ملبورن، سرمایه‌دار آمریکایی و سهام‌دار اصلی ابرشرکت نوز است.

## زندگی
پدر روپرت مرداک، کیث مرداک ناشر یک روزنامه بود. وی با الیزابت جوی گرین، دختر روپرت گرین در سال ۱۹۲۸ ازدواج کرد که حاصل آن یک پسر به نام کیث روپرت و سه دختر بود. پدر مرداک در سال‌های کودکی او، صاحب یک روزنامهٔ پُرتیراژ در ملبورن بود و به همین دلیل وضع مالی خانواده بسیار خوب بود.
روپرت مرداک از همان دوران کودکی با روزنامه‌نگاری آشنا شد. در سن ۱۰ سالگی به مدرسه رفت و پس از پایان دورهٔ تحصیل، کار روزنامه‌نگاری را در مجله‌های مدرسه‌ای آغاز کرد. سپس برای ادامهٔ تحصیل به بریتانیا رفت و در دانشگاه آکسفورد در رشته‌های فلسفه، سیاست و اقتصاد درس خواند و همان‌جا به حمایت از حزب کارگر بریتانیا پرداخت. مرداک در آن دوران دو سال با روزنامهٔ انگلیسی دیلی اکسپرس همکاری کرد.
الیزابت جوی گرین، مادر مرداک از یک خانوادهٔ یهودی بود. برپایهٔ تلمود و قانون امروز اسرائیل کسی که از سوی مادر یهودی باشد خود نیز یهودی دانسته می‌شود. ولی مرداک بر مسیحی بودن خود تأکید دارد و می‌گوید به کلیسا می‌رود. همسرش نیز کاتولیک است و البته تأکید می‌کند که آن قدرها که گاهی توصیف می‌شود مذهبی نیست.

## فعالیت در استرالیا و نیوزیلند
مرداک پس از مرگ پدرش، در ۲۱ سالگی به استرالیا بازگشت و مدیریت روزنامهٔ پدری را که در سال ۱۹۲۳ تأسیس کرده بود در دست گرفت. او از آن زمان بر آن شد تا سلطهٔ خود بر رسانه‌ها را گسترش دهد و رسانه‌های بیشتری را در اختیار خود قرار دهد. او با کمک روش‌هایی که از «لرد نورث کلیف» دوست پدرش آموخته بود در سال ۱۹۵۶ توانست به آسانی روزنامهٔ ساندی‌تایمز را که در استرالیای غربی منتشر می‌شد، بخرد.
مرداک در ادامهٔ فعالیت‌های خود در سال‌های آینده، با خرید شمار دیگری از روزنامه‌های استرالیا که در مناطق مختلف این کشور از جمله نیو سوث ولز، کویینزلند، ویکتوریا و قلمرو شمالی منتشر می‌شد نام خود را به عنوان فردی صاحب نفوذ در صنعت رسانه‌های مکتوب جا انداخت. او همچنین روزنامهٔ دیلی میرور (Daily Mirror)، روزنامهٔ عصر سیدنی را نیز در سال ۱۹۶۰ از آن خود کرد و توانست با این رسانهٔ قدرتمند با رقیبان رسانه‌ای خود به رقابت بپردازد. اکونومیست در توصیف او گفته: مرداک مبتکر روزنامهٔ در صفحات کوچک نوین است. چون او برای روزنامه‌هایش یک الگوی تازه را به وجود آورد و گسترش داد. او در این الگو به پوشش بیشتر بخش ورزشی و رسوایی‌ها می‌پرداخت و عنوان‌های چشمگیر برای خبرهایش برمی‌گزید.
مرداک گسترش فعالیت‌های رسانه‌ای خود را با خرید بیشتر سهام روزنامه‌ای از نیوزیلند با نام دامینیون در ژانویهٔ ۱۹۶۴ ادامه داد. او هنگامی که به همراه دوستانش برای گردش به نیوزیلند رفته بود این خرید را انجام داد. وی در سال ۱۹۶۴ نخستین روزنامهٔ سراسری استرالیا با عنوان استرالین را که دفتر اصلی آن نخست در کانبرا و سپس در سیدنی قرار گرفت تأسیس کرد. هدف اصلی او از این کار گسترش فعالیت‌های رسانه‌ای و افزایش نفوذ سیاسی‌اش بود. همچنین او در سال ۱۹۷۲ روزنامهٔ صبح سیدنی یعنی دیلی تلگراف را از فرانک پَکر که او نیز از صاحبان طیفی از رسانه‌های استرالیایی بود، خرید. در همان سال مرداک با بکار بستن توان رسانه‌ای خود زمینهٔ پیروزی حزب کارگر استرالیا را در انتخابات فراهم کرد.

## فعالیت در بریتانیا

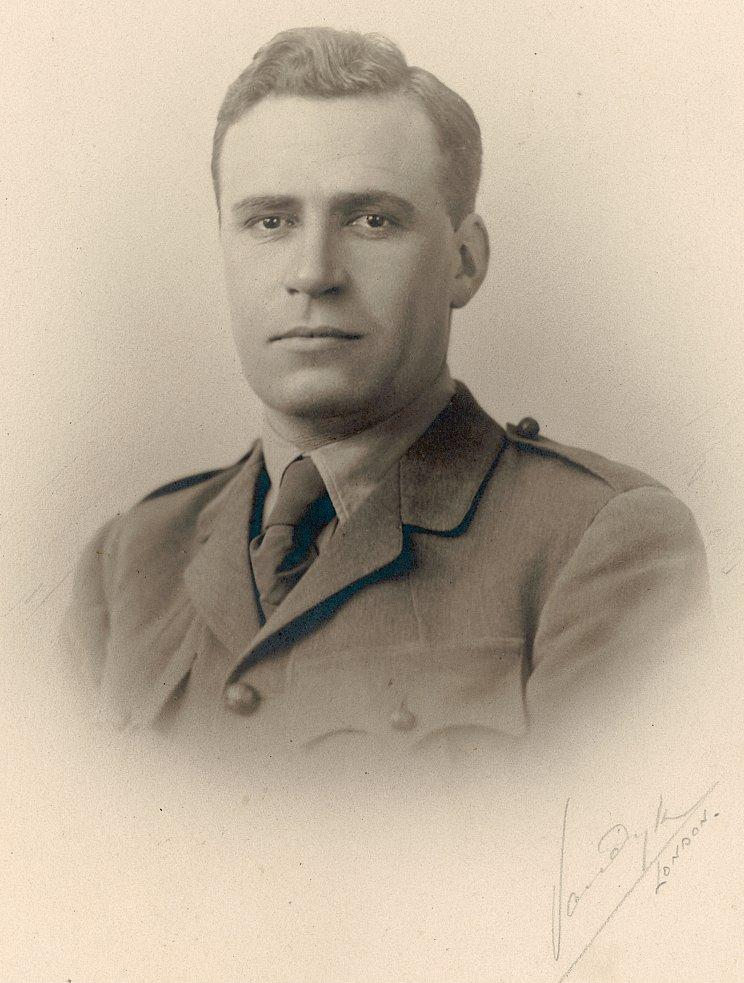
کیث مرداک روزنامه‌نگار، پدر روپرت مرداک

مرداک در سال‌های ۱۹۷۲ تا ۱۹۷۴ به گسترش فعالیت‌های رسانه‌ای و حضورش در بازار رسانه‌ای بریتانیا روی آورد. مرداک در سال ۱۹۶۸ وارد روزنامه‌های بریتانیا شد. در سال ۱۹۶۹ هنگامی که گروه رسانه‌ای میرُر (Mirror) وابسته به آی‌پی‌سی مدیا با روزنامهٔ سان دچار مشکل شده بود. مرداک از فرصت استفاده کرد و آن را خرید. مرداک این روزنامه را دگرگون کرد و به صورت روزنامه نیم‌قطع درآورد تا هزینهٔ چاپ را با یکدست کردن روزنامه‌هایش پایین آورده باشد همچنین او با وارد کردن سیاست‌هایی در مدیریت محتوای این روزنامه، باعث شد خوانندگان آن روزبه‌روز بیشتر شوند. به گونه‌ای که سان در سال ۱۹۹۷ روزانه ۱۰ میلیون خواننده داشت. در سال ۱۹۸۱ مرداک روزنامه‌های تایمز و ساندی‌تایمز را که سال‌های پیش «کنث توماس» دارندهٔ آن بود از آن خود کرد.
در ادامهٔ دههٔ ۱۹۸۰ تا سال‌های نخست دههٔ ۱۹۹۰ رسانه‌های زیر پوشش مرداک بیشتر از دولت حزب محافظه‌کار مارگارت تاچر و جان میجر حمایت می‌کردند. در پایان دوران تاچر و جان میجر مرداک دست از حمایت حزب محافظه‌کار برداشت و به حمایت از حزب کارگر و رهبر آن تونی بلر پرداخت. دوستی عمیق او با تونی بلر و جلساتی که به‌طور مرتب با هم برگزار می‌کردند تا دربارهٔ سیاست‌های ملی در بریتانیا صحبت کنند به موضوعی داغ در این کشور تبدیل شده بود.
در سال ۱۹۸۶ مرداک فرایند داشتن محصول‌های الکترونیک را به روزنامه‌های خود در استرالیا، بریتانیا و آمریکا معرفی کرد. استفاده از روش‌های خودکارسازی در انتشار روزنامه باعث کاهش شمار نیروی کار شد و همین کار، مخالفت شدید اتحادیه‌های چاپ و انتشار روزنامه را برانگیخت.
مرداک یک شبکهٔ ماهواره‌ای با پایهٔ بریتانیایی به نام اسکای تلویژن را راه‌اندازی کرده بود که مانند بسیاری از دیگر سرمایه‌گذاری‌های او در سال‌های نخست زیان می‌داد. در سال ۱۹۹۰ مرداک توانست مدیران بی‌بی‌سی را راضی کند تا اسکای تلویژن و بی‌بی‌سی یکی شوند. در اثر این یکی‌سازی رسانه‌ای با نام بی‌اسکای‌بی (BSkyB) به‌وجود آمد که از آن سال تاکنون بر بازار تلویزیون کابلی بریتانیا سایه‌انداخته‌است. تا سال ۱۹۹۶ بیش از ۳٫۶ میلیون نفر اشتراک بی‌اسکای‌بی را گرفته بودند، به این شمار افراد، بینندگان بریتانیایی تلویزیون کابلی را نیز باید افزود.
زیرشاخه‌های ابرشرکت نوز همچنان در باهاما، جزایر کیمن، جزایر مانش و جزیره‌های ویرجین فعالیت دارند. از سال ۱۹۸۶ ابرشرکت نوز سالانه به‌طور میانگین ۷ درصد سود خود را به صورت خراج (مالیات) پرداخت می‌کند.

## فعالیت در ایالات متحدهٔ آمریکا

نماد ابرشرکت نوز

مرداک در سال ۱۹۷۳ برای نخستین بار به بازار رسانهٔ آمریکا پا گذاشت و روزنامه «سن آنتونیو اکسپرس-نیوز» را خرید. اندکی بعد نشریهٔ استار و پس از آن در سال ۱۹۷۶ نیویورک پست را در اختیار خود درآورد. مرداک در ۴ سپتامبر ۱۹۸۵ شهروندی ایالات متحده را گرفت تا موضوع شهروندی، مانعی در برابر در دست گرفتن ایستگاه‌های تلویزیونی این کشور در برابرش نباشد. زیرا طبق قانون تنها شهروندان آمریکایی می‌توانند دارندهٔ ایستگاه‌های تلویزیونی در این کشور باشند. مرداک با این کار ملیت استرالیایی خود را از دست داد.
در مارس ۱۹۸۴ ماریون دیویس سهام مارک ریچ در شرکت فیلم‌سازی فاکس قرن بیستم را به بهای ۲۵۰ میلیون دلار به مرداک فروخت. چندی بعد او باقی‌ماندهٔ سهام دیویس را به بهای ۳۲۵ میلیون دلار از او خرید. دو سال بعد در ۹ اکتبر ۱۹۸۶ شبکهٔ رسانه‌ای فاکس تأسیس شد. این شبکه کامیابی‌های چشم‌گیری داشته‌است که از آن میان می‌توان به سیمپسون‌ها و پرونده‌های ایکس اشاره کرد.
در سال ۱۹۸۷ مرداک شرکت رسانه‌ای «هرالد اند ویکلی تایمز» را که پیشتر پدرش مدیریت آن را بر عهده داشت خرید.
روپرت مرداک رابطه نزدیکی با حزب جمهوری‌خواه دارد و به این حزب بارها کمک‌ها مالی کرده است.

## فعالیت در اروپا

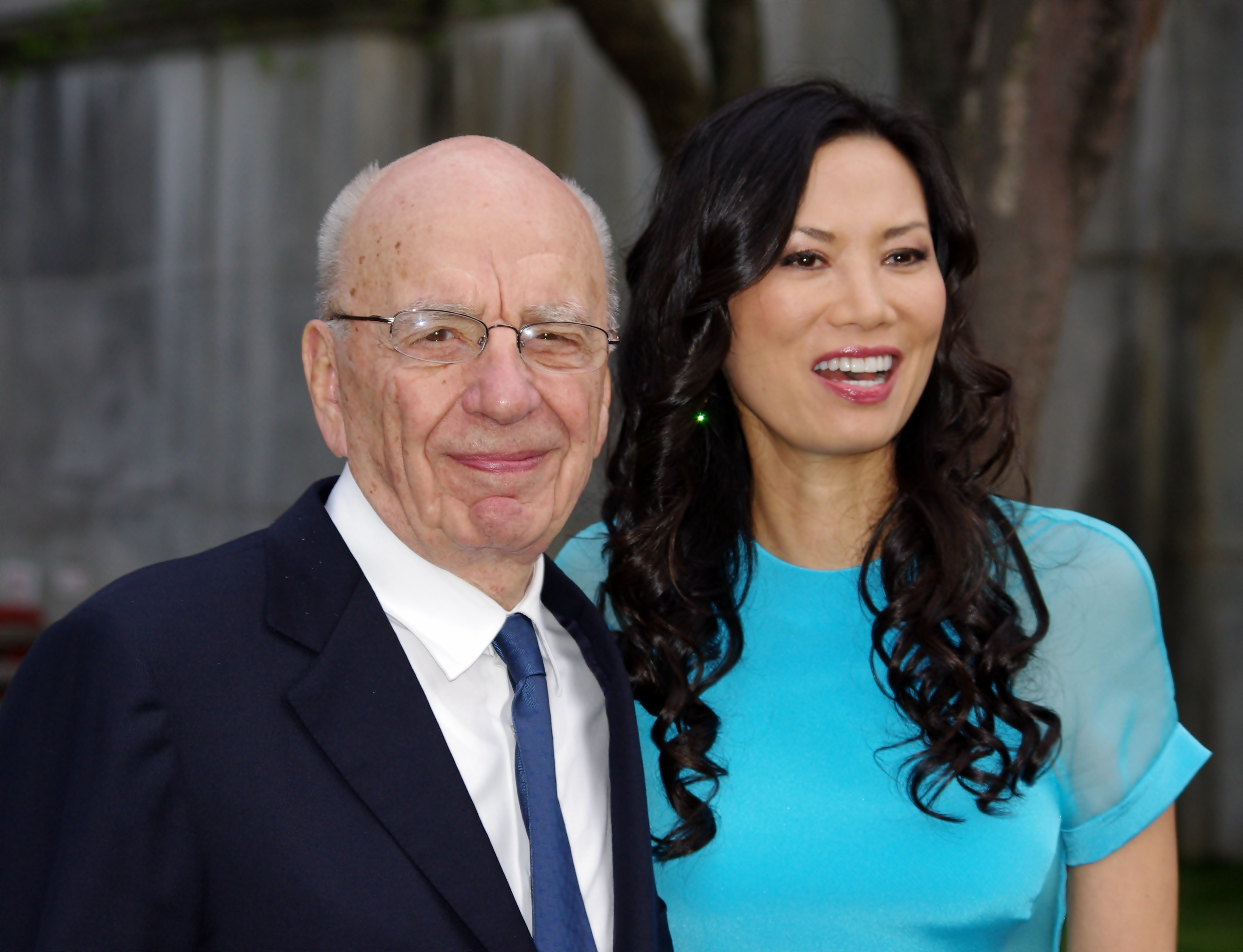
مرداک همراه همسر سومش ویندی، سال ۲۰۱۱

مرداک در ایتالیا بیش از نصف سهام شرکت اسکای ایتالیا را که کار آن فراهم آوری تلویزیون‌های ماهواره‌ای در ایتالیا است در دست دارد. او در ایتالیا بیشتر به صورت مشارکتی سرمایه‌گذاری کرده‌است. در سال ۲۰۱۰ در درگیری رسانه‌ای که میان مرداک و سیلویو برلوسکونی نخست‌وزیر ایتالیا پیش‌آمد مرداک پیروز شد و دادگاه رأی را به سود او داد.

## فعالیت در آسیا
در سال ۱۹۹۳ مرداک، شرکت هنگ کنگی استار تی‌وی را که در اختیار ریچارد لی بود با پرداخت یک میلیارد دلار خرید و اندکی بعد دفاتری برای آن در سراسر آسیا تأسیس کرد و از هنگ کنگ تا هند، چین، ژاپن و بیش از سی کشور دیگر آسیایی را زیر پوشش خود گرفت و بزرگترین شبکهٔ ماهواره‌ای شرق شد. اما برنامهٔ گسترش «استار تی‌وی» آن گونه که مرداک پیش‌بینی کرده بود پیش نرفت. زیرا دولت چین محدودیت‌هایی برای فعالیت آن در نظر گرفت و نگذاشت که این شبکه به بیشتر بخش‌های چین دسترسی پیدا کند.

## میزان دارایی و قدرت
بر پایهٔ فهرست ثروتمندترین افراد جهان که در سال ۲۰۱۷ از مجله فوربز منتشر شد: مرداک از دید میزان دارایی ۳۴ مین فرد دارا در ایالات متحده و ۹۶مین نفر در جهان است و مجموع دارایی شخصی او برابر با ۱۳٫۱ میلیارد دلار است.
نام مرداک سه بار به عنوان تأثیرگذارترین فرد در جهان بر روی تایم ۱۰۰ قرار گرفته‌است. همچنین در سال ۲۰۱۷ در فهرست قدرتمندترین افراد جهان که از سوی فوربز ارائه شد نام او در جایگاه ۳۵مین فرد قدرتمند جهان قرار گرفت.

## استفاده از قدرت رسانه‌ای
از جمله تلاش‌های وی برای تخریب سیاسی، تخریب نخست وزیران استرالیا گاف ویتلم، مالکوم ترنبول، و کوین راد بود.
در سال ۱۹۹۲ با سقوط ارزش پوند استرلینگ و اجبار تحقیرآمیز بریتانیا برای خروج از ساز‌وکار نرخ مبادله ارز اروپایی، روپرت مرداک نقش موثری در تخریب جان میجر داشت. مرداک همچنین تلاش بی‌پرده‌ای برای اثرگذاری بر جان میجر در دیدارهای خصوصی با او داشته است. خودداری جان میجر از پیروی از خواسته‌های روپرت مرداک باعث پشتیبانی او از تونی بلر در انتخابات ۱۹۹۷ و پیروزی قاطع او شد. پل کیتینگ نخست‌وزیر آن هنگام استرالیا پیش از نخست دیدار تونی بلر با مرداک به او گفته بود: «او یک آدم خیلی (ناسزا) است و تنها راه برخورد با او این است که اطمینان حاصل کنید که او فکر کند شما هم می‌توانید یک آدم خیلی (ناسزا) باشید.» مرداک در دوره نخست‌وزیری تونی بلر عضو بالفعل کابینه بود و تونی بلر همیشه واکنش رسانه‌های مرداک را در نظر می‌گرفت.
در سال ۲۰۱۱ روپرت مرداک هدف اصلی رسوایی شنود تلفنی نشریه «نيوز آو د ورلد» بود.
دونالد ترامپ نخستین رئیس‌جمهور آمریکا بود که مرداک توانست با او رابطه دوستی ایجاد کند. شبکه فاکس‌نیوز پشتیبانی زیادی از ترامپ در دوره رقابت‌های انتخاباتی ریاست‌جمهوری ۲۰۱۶ و دوره ریاست‌جمهوری وی داشتند. اما در نوامبر ۲۰۲۲ پس از شکست جمهوری‌خواهان در انتخابات کنگره و عدم همراهی ترامپ با خواسته‌های مرداک، روزنامه‌های زیر نظر مرداک به تخریب ترامپ و جمهوری‌خواهان پرداختند.